# نورمان ريتشاردسون (كرة سلة)
نورمان ريتشاردسون (بالإنجليزية: Norman Richardson)‏ مواليد 24 يوليو 1979 في بروكلين، هو مدرب كرة سلة أمريكي ولاعب معتزل. بدأ مسيرته الاحترافية في سنة 2001. يدرب في دوري الرابطة الوطنية لفئة التطوير. يبلغ طوله 6 قدم 5 بوصة (2.0 م). لعب كرة السلة الجامعية في جامعة هوفسترا. اعتزل اللعب في 2010.

## المسيرة الاحترافية
لعب مع إنديانا بايسرز في موسم 2001–2002، ثم لعب مع شيكاغو بولز في سنة 2002، ثم لعب مع فيكتوريا يبرتاس بيزارو في الدوري الإيطالي في موسم 2002–2003، ثم لعب مع نادي ريد ستار لكرة السلة في موسم 2003–2004، ثم لعب مع شوليه باسكت في الدوري الفرنسي في موسم 2006–2007، ثم لعب مع بوكا جونيورز في سنة 2007.

## روابط خارجية
- نورمان ريتشاردسون على موقع إن بي أي (الإنجليزية)
- نورمان ريتشاردسون على موقع سبورتس رفرنس (الإنجليزية)
- نورمان ريتشاردسون على موقع كرة السلة الأوروبية.كوم (الإنجليزية)
- نورمان ريتشاردسون على موقع كلية كرة السلة في سبورتس رفرنس.كوم (الإنجليزية)
- نورمان ريتشاردسون على موقع ريلجم (الإنجليزية)
- نورمان ريتشاردسون على موقع بروبوليرز (الإنجليزية)
- نورمان ريتشاردسون على موقع سبورتس رفرنس (الإنجليزية)
- نورمان ريتشاردسون على موقع سبورتس رفرنس (الإنجليزية)